# Esbjerg Lufthavn
Esbjerg Airport, tidligere Esbjerg Lufthavn (IATA: EBJ, ICAO: EKEB) er en lufthavn beliggende nordøst for Esbjerg.
Lufthavnen blev indviet 4. april 1971. Det Danske Luftfartsselskab (DDL) – det senere SAS – startede samtidig med to daglige afgange til København. I 1979 overtog Maersk Air (senere Sterling) flyvningen på ruten, og i 1999 forsøgte Cimber Air sig, men de måtte indstille ruten allerede året efter. I en periode var der således ingen indenrigsflyvninger fra Esbjerg Lufthavn, bl.a. som følge af Storebæltsforbindelsens åbning for tog og biler i henholdsvis 1997 og 1998 samt en ny lov om passagerafgift. I marts 2015 fløj selskabet ES-air A/S kortvarigt på ruten til København.
Udenrigsmæssigt er der afgange til Stavanger Lufthavn, Sola med Danish Air Transport, mens Loganair flyver til Aberdeen Airport. Tidligere befløj det irske lavprisselskab Ryanair en rute til London-Stansted, som dog blev flyttet til deres nuværende base i Billund.
Lufthavnen er også base for helikopterflyvning til oliefelterne i Nordsøen.
Der har før ligget en anden lufthavn i Esbjerg. Den lå i Kjersing, som i dag er en del af Esbjerg by. Den blev åbnet i 18. juli 1937, hvor DDL startede sin første indenrigsrute. Allerede i 1920–1922 havde et andet selskab dog foretaget ruteflyvning til København ved at bruge stranden på Fanø som startbane.
Peer Perch fløj under 2. verdenskrig en dristig tur til England i en et-motores fly. Hvad formålet var, vides ikke. Senere oprettede han rundflyvning fra lufthavnen i Kjersing.

## Selskaber og destinationer
| Selskab              | Destination              |
| -------------------- | ------------------------ |
| Danish Air Transport | StavangerSæson: Bornholm |
| Loganair             | Aberdeen                 |

## Ekstern henvisning
- Esbjerg Airport's hjemmeside Arkiveret 5. februar 2007 hos  Wayback Machine